# Уолтер III де Клиффорд
Уолтер III де Клиффорд (англ. Walter III de Clifford; до 1190 — 1263) — лорд Клиффорд с 1208 года, старший сын Уолтера II де Клиффорда и Агнес де Кунди.

## Биография
Уолтер III родился до 1190 года и был старшим из 5 сыновей Уолтера II де Клиффорда от брака с Агнес де Кунди.
В 1208 году король Иоанн Безземельный, подозревавший Уолтера II де Клиффорда в том, что тот замешан в восстании Уильяма де Браоза, сместил того с поста лорда, вместо него лордом фактически стал его сын Уолтер III де Клиффорд.
После 1232 года он женился на Маргарите, незаконнорождённой дочери валлийского правителя Ллевелина ап Иорверта.
В 1233 году Уолтер принял участие в баронском восстания против короля Генриха III. В начале сентября королевская армия осадила замок Клиффорд, через 3 дня гарнизон был вынужден сдаться. Сам Уолтер бежал к своему тестю, Ллевелину ап Иорвету, убеждая его присоединиться к восстанию, однако успеха не добился. Тогда он встретился в Шрусбери с королём и заключил мир, после чего уже с королевской армией выступил против тестя, который в это время осаждал Брекон.
Через 20 лет Уолтер снова восстал против короля из-за привилегий лорда Марки. При этом он заставил королевского курьера съесть послание вместе с восковой печатью. Но восстание было подавлено, а Уолтер лишился многих привилегий лорда Марки.
Уолтер умер в 1263 году, оставив единственную дочь Матильду, которая стала его наследницей. Замок же Клиффорд отошёл к королю.

## Брак и дети
Жена: после 1232 Мараред (Маргарет) верх Лливелин (ум. 1272), незаконнорождённая дочь Ллевелина ап Иорверта, принца Уэльского, вдова Джона де Браоза, лорда Брамбера и Гоуэра
- Матильда де Клиффорд (ум. 1282/1285); 1-й муж: Уильям III Лонгспи (ум. 1256/1257); 2-й муж: с 1271 Джон Жиффар (ок. 1231/1232 — 29 мая 1299), 1-й барон Жиффар с 1295